# ミルナ・ユキッチ
ミルナ・ユキッチ（Mirna Jukić、1986年4月9日 -）はクロアチア出身、オーストリアの元競泳選手。競泳の世界選手権の短水路と長水路でともに銅メダルを獲得している。元バスケットボール選手の父Željko Jukićから指導を受けた。多くのヨーロッパおよび世界の選手権で成功を収めてきた。

## 家族
ノヴィ・サド（セルビア、当時はユーゴスラビア社会主義連邦共和国）に生まれ、クロアチアのヴコヴァルで育った。1991年11月、家族でザグレブに移り、1996年にMladostで父親の水泳指導が始まった。早くからミルナと一緒に指導を受けた弟のDinko Jukićも国際レベルの競泳選手となった。1999年秋、家族でオーストリアのウィーンに移り、同年にミルナはオーストリアの市民権をとった。弟は2000年に市民権を獲得したが両親はクロアチアの市民権のままであった。

## オリンピック
2008年のオリンピックの100m平泳ぎで1:07.34のタイムで銅メダルを獲得し、200m平泳ぎにも出場した。2009年世界水泳選手権では200m平泳ぎ決勝で2:21.97のタイムで銅メダルを獲得した。

## 指導
2004年と2008年のオリンピックでは、オリンピックの競泳選手ゲーリー・ホール・ジュニアと父親のゲーリー・ホール・シニアが設立した水泳クラブであるThe Race Clubで指導をうけた。元々"The World Team"として知られたThe Race Clubは2000年のシドニーオリンピックに向けて世界中のエリート競泳選手のトレーニンググループとして機能するように計画された。Race Clubで指導されるには、過去3年間で世界トップ20に入っているか、過去1年間に国内トップ3に入っている必要がある。Race Clubにはローランド・スクーマン、マーク・フォスター、Ryk Neethling、Ricardo Busquets、Therese Alshammarなどの著名な水泳選手が所属していた。

## 放送
2010年1月、2010年ヨーロッパ男子ハンドボール選手権のグラーツでクロアチア代表のホストを務めた。